# Csillag István (közgazdász)
Csillag István (Budapest, 1951. június 18. –) magyar jogász, közgazdász, politikus, a Medgyessy-kormány gazdasági és közlekedési minisztere.

## Pályafutása
1974-ben diplomázott az Eötvös Loránd Tudományegyetem Jogtudományi Karán. A közgazdasági tudományok kandidátusa tudományos fokozatát 1986-ban a később Lengyel Lászlóval közösen megjelentetett könyv: Vállalkozás, Állam, Társadalom anyagának megvédésével érte el.
Az egyetem befejezése után 1974-től a Pénzügyminisztérium Államigazgatási Szervezési Intézetében kezdett dolgozni, 1976-tól a Pénzügyminisztérium Jogi Osztályán, majd 1980-tól a Pénzügyminisztériumban működő az állami vállalatok szervezeti formájának módosításával megbízott tárcaközi és a pénzügyminiszter által vezetett Koordináló Bizottság titkára lett önálló osztályvezetőként. Ebben a periódusban nevéhez fűződik a kisvállalkozások (gazdasági munkaközösség, vállalati gazdasági munkaközösség, kisszövetkezet, szövetkezeti szakcsoport stb.) kidolgozásának és pénzügyi szabályozásának pénzügyminisztériumi és tárcaközi koordinációja. Részt vett az előkészítésben, majd a jogi szabályozás tervezetét alkotta meg a leányvállalat, az állami kisvállalat, a vállalati tanács és a közgyűlés által irányított állami vállalat konstrukciójának. Az 1983 és 1985 közötti vállalati reformunkák előkészítésére létrejött un. IV. Munkabizottság titkárságának vezetőjeként (Titkárság: Draskovics Tibor, Lengyel László, Matolcsy György, Voszka Éva) irányította ezeknek a konstrukcióknak az elfogadtatását és a gyakorlatban történő alkalmazását.
1986-tól egy évig a Pénzügykutatási Intézet tudományos tanácsadója, 1987-től 2002-ig a Pénzügykutató Rt. ügyvezető igazgatója és vezérigazgató-helyettese volt. A Magyar Közgazdasági Társaság gazdaságelméleti és gazdaságpolitikai szakosztályának elnöke.1986-tól az állami vállalatok társasággá alakulásának egyik kezdeményezője, a társasági törvény megalkotására létrejött munkabizottság tanácsadója, az állami vállalatok társasággá történő átalakulási eljárásáról szóló törvény tervezetének kidolgozója. Kezdeményezte azt és részt vett a Pénzügykutató Rt. képviseletében az első privatizációs programban. Elkészítette az Állami Vagyonügynökség létrejöttére, az önprivatizációra vonatkozó törvénytervezetet. 1995-től az Államkincstár szabályozására irányuló munkákat vezette, majd kezdeményezője és végrehajtója volt egyes költségvetési szervek vállalattá (társasággá) való átalakításának (pl. közútkezelő szervezetek). 1996-1997-ben a társadalombiztosítási törvény, ennek keretében a magánnyugdíjpénztárak létrehozására irányuló munkák jogi koordinátora, a tárcaközi munkabizottság társelnöke. Részt vett az 1995-től hatályba lépett privatizációs törvény kidolgozásában (Sárközy Tamással és Komáromi Gáborral triumvirátust alkotva) a törvény szerkesztője volt.
1999–2000 között a Szabad Demokraták Szövetsége „A Korszakváltás programja” tízéves átfogó programjának szakmai koordinátora, szerkesztője, a kutatási munkák vezetője.
2002-től 2004-ig gazdasági és közlekedési miniszter, majd 2005 és 2010 között a Magyar Export-Import Bank és a Magyar Exporthitel Biztosító elnöke volt. Miniszteri periódusához fűződik az autópálya program megtervezése, pénzügyi forrásainak megteremtése 2002 és 2006 közötti 500 kilométernyi autópálya megépítése, a régóta húzódó finanszírozási-építési problémák megoldása az M5-ös autópálya esetében, az első PPP rendszerben épített autópálya, az M6-os első szakasza pályázatának lebonyolítása. Miniszteri tevékenységének kiemelkedő része a külföldi működőtőke európai uniós csatlakozás miatti  átlátható és unió-konform támogatási koncepciójának elfogadtatása, az első vállalkozásbarát pályázati uniós programok elindítása.
2011-től az Óbudai Egyetem Keleti Károly Közgazdasági Karán egyetemi docensként Makroökonómiát, A gazdaságpolitika alapjait, Comparative economic systems, és a Kisvállalkozások pénzügyei és tőkeellátásuk című tantárgyakat tanít.
Kutatási területe a vállalati szervezési rendszer decentralizálása, a magánvállalkozások élénkítése, a tulajdonreform és a privatizáció, az államháztartás működése, pénzügyi rendszere, az egyensúlyőrző gazdaságpolitika kérdései. Több országos közgazdasági kutatás vezetője, illetve koordinátora: kisvállalkozások, privatizáció Közép-Kelet-Európában, államháztartás és likviditási kérdések.

## Publikációs tevékenysége
Több száz cikket, tanulmányt publikált, a Közgazdasági Szemlében, a Pénzügyi Szemlében, a Gazdaságban, a Mozgó Világban, a Valóságban, a Népszabadságban, a Magyar Nemzetben, a Magyar Hírlapban, a Heti Világgazdaságban, az Élet és Irodalomban a Figyelőben.
A Lengyel Lászlóval együtt írt Vállalkozás, állam, társadalom műve 1985-ben látott napvilágot, majd az 1987-ben megjelent Fordulat és reform című nevezetes tanulmány egyik szerkesztője volt.
Részt vett a kelet-európai privatizációk összehasonlító elemzésében, amelyről 1991-ben az Atlantisz Könyvkiadó Privatizáció Kelet-Európában címmel kötetet jelentetett meg.
2006-ban jelent meg Mihályi Péterrel közösen írt könyve, a Kettős kötés. címmel. Ezt a kötetet az Eastern European Economics 2006. nov.-dec. száma Last Chance, An Eightteen-Month Program for Stabilization and Reforms in Hungary címmel angolul is megjelentette.
„A küldetés: vagyonosodni – Elitcsere családi alapon” címmel tanulmányt írt a Magyar Bálint által szerkesztett, 2013 őszén megjelent Magyar polip című kötetbe.
2013-ban jelent meg az államháztartás egyensúlyáról és a gazdasági-társadalmi determinációknak a pénzügyi egyensúlyra gyakorolt hatásáról a Kalligram Kiadónál DEFICIT: a szándékon túli eredmény című munkája.
2018-ban a Kalligram kiadó jelentetett meg Háttal a holnapnak. Jóllakni ma, elfogyni holnap címmel kötetet különböző újságokban, folyóiratokban megjelent cikkeiből.
2020-ban jelent meg a miniszteri éveire visszatekintő elemző írása Egy miniszter inasévei címmel a Kalligramnál.
2020-ban hosszabb angol nyelvű tanulmányát tette közzé az Acta Oeconomica Beyond the first glimpse (Analysis of the economic policy in Hungary from 1998–) címmel.
2022-ben Tetszettünk volna forradalmat csinálni (Reformok és fordulatok) címmel jelent meg tanulmánykötete a Kalligram Kiadónál a „Fordulat és reform” megírásához vezető évek krónikájáról, a kezdeményezett reformok hátteréről 
2023-ban a Pesti Kalligram kiadónál 2019 és 2023 közötti cikkeiből, esszéiből A magyar banánköztársaság címmel jelent meg újabb kötete 

## További műveiből
- Csillag István: A reprivatizáció, inː Tulajdonreform. Pénzügykutató Rt., Bp., 1988
- Csillag István: A gazdasági mechanizmus egyes elemeinek (még) továbbfejlesztése in. Viták a gazdasági mechanizmus reformjáról. Pénzügykutató Rt., Bp., 1999
- (Jelentések az alagútból) Tanulmányok; szerk., előszó Csillag István; Pénzügykutató Rt., Bp., 1989
- Apáthy Ervin–Csillag István–Hunya Gábor–Mizsei Kálmán–Pataki István–Réti Tamás: Privatizáció Kelet-Európában; Atlantisz–Medvetánc, Bp., 1991
- Csillag István–Komáromi Gábor–Sárközy Tamás: Kommentár az új privatizációs törvényhez. Az állam tulajdonában lévő vállalkozói vagyon értékesítéséről szóló 1995. évi XXXIX. törvény magyarázata; HVG-ORAC, Bp., 1995
- Új privatizációs törvény, 1995; többekkel; Kompkonzult Számítástechnikai és Tanácsadó Kft., Bp., 1995
- "A költségvetési szektor jövője – a jövő költségvetési szektora" címmel 1997. június 10-én, a Pénzügykutató Részvénytársaság által megrendezett konferencián elhangzott előadások; szerk. Csillag István; Pénzügykutató Részvénytársaság, Bp., 1997
- A gabonavertikum működése, növekedési tendenciái és a változás irányai; AKII, Bp., 1998 (Agrárgazdasági tanulmányok)
- I. Csillag–P. Mihályi: Last Chance: An Eighteen-Month Program for Stabilization and Reforms in Hungary. Eastern European Economics. Vol.44.No.6. Nov.-Dec. 2006
- Csillag István: DEFICIT: a szándékon túli eredmény; Kalligram, Pozsony, 2013

## Családja
Nős, két gyermeke van.